# Johan Löfberg
Johan Jerker Löfberg (Sankt Nikolai, Suecia, 8 de julio de 1995) es un jugador de baloncesto internacional sueco. Juega de alero y su actual equipo es el Denain Voltaire Basket de la Pro B.

## Carrera deportiva
Löfberg militó en las filas del KFUM Göteborg y el Montepaschi Siena junior en Italia, para posteriormente pasar a formar parte del Eco Örebro, donde actuó en 30 partidos de la liga sueca la temporada 2014-15 con unos promedios de 11,2 puntos, 1,9 rebotes, 1,5 asistencias y 0,7 robos de balón. Sus porcentajes con el Eco Örebro fueron los siguientes: 44,9% en tiros de campo (incluyendo un 38,7% en triples) y 77,2% en tiros libres.
En 2015 Johan Löfberg fichó por el Dolomiti Energia Trento por tres temporadas como una clara apuesta de futuro del cuadro italiano. Su participación con el conjunto de la capital de la región del Trentino, en su primera campaña fue poco más que testimonial, actuando en 5 partidos de la Lega Basket Serie A y 12 encuentros de la Eurocup.
En esos 17 partidos disputados con la elástica del Dolomiti Energia Trento, Löfberg acumuló unas medias de 4,3 minutos y 2,1 puntos por choque. El joven alero sueco brilló con luz propia en el Europeo U20 B con la selección de su país asegurando unas medias de 15,4 puntos y 5,8 rebotes en 8 partidos, ayudando a su equipo a lograr la segunda posición final y el consiguiente ascenso a la División A.
En 2016, el Unión Financiera Oviedo cierra el perímetro con la llegada en calidad de cedido del alero sueco, procedente del Aquila Basket, donde disputó Liga y Eurocup la temporada anterior. Con el equipo asturiano logró el título de campeón de la Copa Princesa. 
En la temporada 2017-18 firmó con CB Breogán, equipo en el que estuvo dos temporadas. La primera de ellas revalidó el título de campeón de la Copa Princesa y consiguió el ascenso a la liga ACB. Su segunda temporada en el conjunto lucense, en la temporada 2018-2019, dio el salto a la liga ACB.
En la temporada 2019-20, regresa a la Liga LEB Oro para jugar en B the travel brand Mallorca Palma.
En la temporada 2020-21, se marcha a Francia para jugar en el Vichy-Clermont de la liga Pro B, donde promedia 9.4 puntos, 3.0 rebotes y 1.7 asistencias.
El 28 de julio de 2021 firma con el Club Basquet Coruña, equipo de LEB Oro española, para disputar la temporada 2021-22.
El 13 de julio de 2022, firma por el Denain Voltaire Basket de la Pro B.

## Clubes
- KFUM Göteborg y el Montepaschi Siena (Junior)
- Basket Orebro (2014-2015)
- Aquila Basket Trento  (2015-2016)
- Oviedo Club Baloncesto (2016-2017)
- Cafés Candelas Breogan (2017-2019)
- B the travel brand Mallorca Palma (2019-2020)
- Vichy-Clermont (2020-2021)
- Club Basquet Coruña (2021-2022)
- Denain Voltaire Basket (2022-)